# Matthew Garbett
Matthew Jimmy David Garbett (Londra, 13 aprile 2002) è un calciatore neozelandese, centrocampista del Peterborough Utd e della nazionale neozelandese.

## Biografia
Nato a Londra da genitori neozelandesi, successivamente fa ritorno in patria, vivendo prima a Paraparaumu e poi nel Distretto di Kapiti Coast, prima di trasferirsi a Wellington.

## Caratteristiche tecniche
È un centrocampista offensivo, schierabile sia dietro le punte da trequartista, sia come mezzala, che dispone di buona tecnica e tiro da fuori.

## Carriera

### Club
Muove i primi passi da calciatore per i Western Suburbs; negli anni seguenti milita negli Eastern Suburbs e nel Team Wellington, dove fa le sue prime apparizioni fra i professionisti.
Il 24 gennaio 2020 fa ritorno in Europa firmando un triennale con gli svedesi del Falkenberg. Debutta in Allsvenskan il 21 giugno in occasione dell'incontro perso 2-0 contro il Kalmar. Chiude la stagione con tredici presenze in campionato, solo due delle quali da titolare, mentre la squadra si classifica ultima e retrocede in Superettan.
Il 26 agosto 2021, viene acquistato dal Torino. Impiegato nel campionato di Primavera 1 nella sua prima stagione in maglia granata, riceve però due convocazioni in prima squadra ad aprile 2022, in occasione delle partite contro Milan e Lazio. Entra a far parte della rosa della prima squadra nella stagione 2022-2023, e fa il suo esordio ufficiale il 18 ottobre 2022, nella partita di Coppa Italia contro il Cittadella, subentrando a Nikola Vlašić all 81º minuto.
Il 31 gennaio 2023, ultimo giorno della finestra invernale di mercato, Garbett viene ceduto in prestito con diritto di riscatto al NAC Breda, in Eerste Divisie, fino al termine della stagione.
L'11 giugno viene riscattato dalla società neerlandese.
Il 14 agosto 2025 si trasferisce a parametro zero al Peterborough Utd, in Football League One.

### Nazionale
Ha giocato nella nazionale neozelandese Under-17.
Nel 2021 viene convocato dalla Nazionale olimpica di calcio della Nuova Zelanda per prendere parte alle Olimpiadi di Tokyo. Debutta il 28 luglio in occasione del match contro la Romania per poi giocare da titolare la partita valida per i quarti di finale, persa contro il Giappone ai calci di rigore: per lui un totale di 151 minuti.
Il 9 ottobre 2021 fa il suo esordio in nazionale maggiore nel successo per 2-1 in amichevole contro Curaçao. Il 30 marzo 2022 realizza la sua prima rete con la selezione neozelandese nel successo per 0-5 contro le Isole Salomone.

## Statistiche

### Presenze e reti nei club
Statistiche aggiornate al 14 agosto 2025.
| Stagione          | Squadra           | Campionato        | Campionato | Campionato | Coppe nazionali | Coppe nazionali | Coppe nazionali | Coppe continentali | Coppe continentali | Coppe continentali | Altre coppe | Altre coppe | Altre coppe | Totale | Totale | Totale |
| Stagione          | Squadra           | Comp              | Pres       | Reti       | Comp            | Pres            | Reti            | Comp               | Pres               | Reti               | Comp        | Pres        | Reti        | Pres   | Reti   |        |
| ----------------- | ----------------- | ----------------- | ---------- | ---------- | --------------- | --------------- | --------------- | ------------------ | ------------------ | ------------------ | ----------- | ----------- | ----------- | ------ | ------ | ------ |
| 2018-2019         | Eastern Suburbs   | PL                | 1          | 0          |                 | -               | -               |                    | -                  | -                  |             | -           | -           | 1      | 0      |        |
| 2019-2020         | Team Wellington   | PL                | 1          | 0          |                 | -               | -               |                    | -                  | -                  |             | -           | -           | 1      | 0      |        |
| 2020              | Falkenberg        | A                 | 13         | 0          | CS+CS           | 3+4             | 0+1             |                    | -                  | -                  |             | -           | -           | 20     | 1      |        |
| 2021              | Falkenberg        | S1                | 7          | 0          | CS              | 0               | 0               |                    | -                  | -                  |             | -           | -           | 7      | 0      |        |
| Totale Falkenberg | Totale Falkenberg | Totale Falkenberg | 20         | 0          |                 | 7               | 1               |                    | -                  | -                  |             | -           | -           | 27     | 1      |        |
| 2021-2022         | Torino            | A                 | 0          | 0          | CI              | 0               | 0               | -                  | -                  | -                  | -           | -           | -           | 0      | 0      |        |
| 2022-gen. 2023    | Torino            | A                 | 0          | 0          | CI              | 1               | 0               | -                  | -                  | -                  | -           | -           | -           | 1      | 0      |        |
| Totale Torino     | Totale Torino     | Totale Torino     | 0          | 0          |                 | 1               | 0               |                    | -                  | -                  |             | -           | -           | 1      | 0      |        |
| gen.-giu. 2023    | NAC Breda         | ED                | 14+4       | 1          | CO              | -               | -               | -                  | -                  | -                  | -           | -           | -           | 18     | 1      |        |
| 2023-2024         | NAC Breda         | ED                | 24+6       | 4          | CO              | 1               | 0               | -                  | -                  | -                  | -           | -           | -           | 31     | 4      |        |
| 2024-2025         | NAC Breda         | E                 | 12         | 1          | CO              | 0               | 0               | -                  | -                  | -                  | -           | -           | -           | 12     | 1      |        |
| Totale NAC Breda  | Totale NAC Breda  | Totale NAC Breda  | 50+10      | 6          |                 | 1               | 0               |                    | -                  | -                  |             | -           | -           | 61     | 6      |        |
| 2025-2026         | Peterborough Utd  | FL1               | -          | -          | FACup+CdL       | -               | -               |                    | -                  | -                  | FLT         | -           | -           | -      | -      |        |
| Totale carriera   | Totale carriera   | Totale carriera   | 82         | 6          |                 | 9               | 1               |                    | -                  | -                  |             | -           | -           | 91     | 7      |        |

### Cronologia presenze e reti in nazionale
| Cronologia completa delle presenze e delle reti in nazionale ― Nuova Zelanda | Cronologia completa delle presenze e delle reti in nazionale ― Nuova Zelanda | Cronologia completa delle presenze e delle reti in nazionale ― Nuova Zelanda | Cronologia completa delle presenze e delle reti in nazionale ― Nuova Zelanda | Cronologia completa delle presenze e delle reti in nazionale ― Nuova Zelanda | Cronologia completa delle presenze e delle reti in nazionale ― Nuova Zelanda | Cronologia completa delle presenze e delle reti in nazionale ― Nuova Zelanda | Cronologia completa delle presenze e delle reti in nazionale ― Nuova Zelanda |
| Data                                                                         | Città                                                                        | In casa                                                                      | Risultato                                                                    | Ospiti                                                                       | Competizione                                                                 | Reti                                                                         | Note                                                                         |
| ---------------------------------------------------------------------------- | ---------------------------------------------------------------------------- | ---------------------------------------------------------------------------- | ---------------------------------------------------------------------------- | ---------------------------------------------------------------------------- | ---------------------------------------------------------------------------- | ---------------------------------------------------------------------------- | ---------------------------------------------------------------------------- |
| 9-10-2021                                                                    | Riffa                                                                        | Nuova Zelanda                                                                | 2 – 1                                                                        | Curaçao                                                                      | Amichevole                                                                   | -                                                                            | 67’                                                                          |
| 12-10-2021                                                                   | Riffa                                                                        | Bahrein                                                                      | 0 – 1                                                                        | Nuova Zelanda                                                                | Amichevole                                                                   | -                                                                            | 74’                                                                          |
| 16-11-2021                                                                   | Abu Dhabi                                                                    | Nuova Zelanda                                                                | 2 – 0                                                                        | Gambia                                                                       | Amichevole                                                                   | -                                                                            | 71’                                                                          |
| 18-3-2022                                                                    | Doha                                                                         | Papua Nuova Guinea                                                           | 0 – 1                                                                        | Nuova Zelanda                                                                | Qual. Mondiali 2022                                                          | -                                                                            |                                                                              |
| 21-3-2022                                                                    | Doha                                                                         | Nuova Zelanda                                                                | 4 – 0                                                                        | Figi                                                                         | Qual. Mondiali 2022                                                          | -                                                                            | 75’                                                                          |
| 24-3-2022                                                                    | Doha                                                                         | Nuova Zelanda                                                                | 7 – 1                                                                        | Nuova Caledonia                                                              | Qual. Mondiali 2022                                                          | -                                                                            |                                                                              |
| 30-3-2022                                                                    | Doha                                                                         | Isole Salomone                                                               | 0 – 5                                                                        | Nuova Zelanda                                                                | Qual. Mondiali 2022                                                          | 1                                                                            | 54’                                                                          |
| 5-6-2022                                                                     | Cornellà de Llobregat                                                        | Perù                                                                         | 1 – 0                                                                        | Nuova Zelanda                                                                | Amichevole                                                                   | -                                                                            |                                                                              |
| 14-6-2022                                                                    | Ar Rayyan                                                                    | Costa Rica                                                                   | 1 – 0                                                                        | Nuova Zelanda                                                                | Qual. Mondiali 2022                                                          | -                                                                            | 60’                                                                          |
| 25-9-2022                                                                    | Auckland                                                                     | Nuova Zelanda                                                                | 0 – 2                                                                        | Australia                                                                    | Amichevole                                                                   | -                                                                            |                                                                              |
| 23-3-2023                                                                    | Auckland                                                                     | Nuova Zelanda                                                                | 0 – 0                                                                        | Cina                                                                         | Amichevole                                                                   | -                                                                            | 31’ 57’                                                                      |
| 26-3-2023                                                                    | Wellington                                                                   | Nuova Zelanda                                                                | 2 – 1                                                                        | Cina                                                                         | Amichevole                                                                   | 1                                                                            |                                                                              |
| 16-6-2023                                                                    | Solna                                                                        | Svezia                                                                       | 4 – 1                                                                        | Nuova Zelanda                                                                | Amichevole                                                                   | -                                                                            | 75’                                                                          |
| 19-6-2023                                                                    | Ritzing                                                                      | Qatar                                                                        | 0 – 1                                                                        | Nuova Zelanda                                                                | Amichevole                                                                   | -                                                                            |                                                                              |
| 13-10-2023                                                                   | Murcia                                                                       | Nuova Zelanda                                                                | 1 – 1                                                                        | RD del Congo                                                                 | Amichevole                                                                   | -                                                                            | 62’                                                                          |
| 17-10-2023                                                                   | Londra                                                                       | Australia                                                                    | 2 – 0                                                                        | Nuova Zelanda                                                                | Amichevole                                                                   | -                                                                            |                                                                              |
| 17-11-2023                                                                   | Atene                                                                        | Grecia                                                                       | 2 – 0                                                                        | Nuova Zelanda                                                                | Amichevole                                                                   | -                                                                            | 71’                                                                          |
| 21-11-2023                                                                   | Dublino                                                                      | Irlanda                                                                      | 1 – 1                                                                        | Nuova Zelanda                                                                | Amichevole                                                                   | 1                                                                            | 82’                                                                          |
| 22-3-2024                                                                    | Il Cairo                                                                     | Egitto                                                                       | 1 – 0                                                                        | Nuova Zelanda                                                                | Amichevole                                                                   | -                                                                            | 82’                                                                          |
| 26-3-2024                                                                    | Il Cairo                                                                     | Nuova Zelanda                                                                | 0 – 0 (2 – 4 dtr)                                                            | Tunisia                                                                      | Amichevole                                                                   | -                                                                            | 82’                                                                          |
| 7-9-2024                                                                     | Pasadena                                                                     | Messico                                                                      | 3 – 0                                                                        | Nuova Zelanda                                                                | Amichevole                                                                   | -                                                                            |                                                                              |
| 10-9-2024                                                                    | Cincinnati                                                                   | Stati Uniti                                                                  | 1 – 1                                                                        | Nuova Zelanda                                                                | Amichevole                                                                   | -                                                                            | 54’ 84’                                                                      |
| 11-10-2024                                                                   | Port Vila                                                                    | Nuova Zelanda                                                                | 3 – 0                                                                        | Tahiti                                                                       | Qual. Mondiali 2026                                                          | -                                                                            |                                                                              |
| 14-10-2024                                                                   | Auckland                                                                     | Nuova Zelanda                                                                | 4 – 0                                                                        | Malaysia                                                                     | Amichevole                                                                   | 1                                                                            | 69’                                                                          |
| 15-11-2024                                                                   | Hamilton                                                                     | Nuova Zelanda                                                                | 8 – 1                                                                        | Vanuatu                                                                      | Qual. Mondiali 2026                                                          | 1                                                                            | 84’                                                                          |
| 18-11-2024                                                                   | Auckland                                                                     | Samoa                                                                        | 0 – 8                                                                        | Nuova Zelanda                                                                | Qual. Mondiali 2026                                                          | -                                                                            |                                                                              |
| 21-3-2024                                                                    | Wellington                                                                   | Nuova Zelanda                                                                | 7 – 0                                                                        | Figi                                                                         | Qual. Mondiali 2026                                                          | -                                                                            |                                                                              |
| 24-3-2024                                                                    | Auckland                                                                     | Nuova Caledonia                                                              | 0 – 3                                                                        | Nuova Zelanda                                                                | Qual. Mondiali 2026                                                          | -                                                                            |                                                                              |
| 7-6-2025                                                                     | Toronto                                                                      | Nuova Zelanda                                                                | 1 – 0                                                                        | Costa d'Avorio                                                               | Amichevole                                                                   | -                                                                            | 62’ 86’                                                                      |
| 10-6-2025                                                                    | Toronto                                                                      | Nuova Zelanda                                                                | 1 – 2                                                                        | Ucraina                                                                      | Amichevole                                                                   | -                                                                            | 66’                                                                          |
| Totale                                                                       |                                                                              | Presenze                                                                     | 30                                                                           |                                                                              | Reti                                                                         | 5                                                                            |                                                                              |

| Cronologia completa delle presenze e delle reti in nazionale ― Nuova Zelanda olimpica | Cronologia completa delle presenze e delle reti in nazionale ― Nuova Zelanda olimpica | Cronologia completa delle presenze e delle reti in nazionale ― Nuova Zelanda olimpica | Cronologia completa delle presenze e delle reti in nazionale ― Nuova Zelanda olimpica | Cronologia completa delle presenze e delle reti in nazionale ― Nuova Zelanda olimpica | Cronologia completa delle presenze e delle reti in nazionale ― Nuova Zelanda olimpica | Cronologia completa delle presenze e delle reti in nazionale ― Nuova Zelanda olimpica | Cronologia completa delle presenze e delle reti in nazionale ― Nuova Zelanda olimpica |
| Data                                                                                  | Città                                                                                 | In casa                                                                               | Risultato                                                                             | Ospiti                                                                                | Competizione                                                                          | Reti                                                                                  | Note                                                                                  |
| ------------------------------------------------------------------------------------- | ------------------------------------------------------------------------------------- | ------------------------------------------------------------------------------------- | ------------------------------------------------------------------------------------- | ------------------------------------------------------------------------------------- | ------------------------------------------------------------------------------------- | ------------------------------------------------------------------------------------- | ------------------------------------------------------------------------------------- |
| 28-7-2021                                                                             | Sapporo                                                                               | Romania olimpica                                                                      | 0 – 0                                                                                 | Nuova Zelanda olimpica                                                                | Olimpiadi 2020 - 1º turno                                                             | -                                                                                     | 21’ 72’                                                                               |
| 31-7-2021                                                                             | Kashima                                                                               | Giappone olimpica                                                                     | 0 – 0 dts (4 - 2 dcr)                                                                 | Nuova Zelanda olimpica                                                                | Olimpiadi 2020 - Quarti di finale                                                     | -                                                                                     | 64’ 79’                                                                               |
| 24-7-2024                                                                             | Nizza                                                                                 | Guinea olimpica                                                                       | 1 – 2                                                                                 | Nuova Zelanda olimpica                                                                | Olimpiadi 2024 - 1º turno                                                             | 1                                                                                     | 84’                                                                                   |
| 27-7-2024                                                                             | Marsiglia                                                                             | Nuova Zelanda olimpica                                                                | 1 – 4                                                                                 | Stati Uniti olimpica                                                                  | Olimpiadi 2024 - 1º turno                                                             | -                                                                                     |                                                                                       |
| 30-7-2024                                                                             | Marsiglia                                                                             | Nuova Zelanda olimpica                                                                | 0 – 3                                                                                 | Francia olimpica                                                                      | Olimpiadi 2024 - 1º turno                                                             | -                                                                                     |                                                                                       |
| Totale                                                                                |                                                                                       | Presenze                                                                              | 5                                                                                     |                                                                                       | Reti                                                                                  | 1                                                                                     |                                                                                       |